# 247
Het jaar 247 is het 47e jaar in de 3e eeuw volgens de christelijke jaartelling.

## Gebeurtenissen

### Italië
- In Rome houdt Philippus I ("de Arabier") een triomftocht langs het Forum Romanum en verheft zijn 10-jarige zoon Philippus II tot medekeizer.

### Europa
- De Goten (een Oost-Germaans volk) overschrijden de Donaugrens (limes) en voeren een plunderveldtocht in Moesia Inferior (Roemenië).